# Sarota
Sarota es un género de mariposas de la familia Riodinidae.

## Descripción
La especie tipo es Papilio chrysus Stoll, 1782, según designación posterior realizada por Scudder en 1875.

## Diversidad
Existen 18 especies reconocidas en el género, todas ellas tienen distribución neotropical.

## Plantas hospederas
Las especies del género Sarota se alimentan de plantas de las familias Rubiaceae, Euphorbiaceae, Fabaceae, Lomariopsidaceae, Melastomataceae, Myrtaceae, Rutaceae, Ulmaceae. Las plantas hospederas reportadas incluyen los géneros Psychotria, Croton, Dioclea, Elaphoglossum, Conostegia, Myrcia, Citrus, Celtis.